# Lübbecke
Lübbecke (pronunciación en alemán: /ˈlʏbəkə/ⓘ) es una ciudad del distrito de Minden-Lübbecke, en Renania del Norte-Westfalia, Alemania. Está situada en la zona norte de Wiehengebirge, aproximadamente a 20 kilómetros al norte de Herford y 20 kilómetros al oeste de Minden.